# 王瑞华
王瑞华（1891年—1960年），字频臣。辽宁省锦西縣人。中华民国军事将领，為奉系軍閥張學良親信之軍事幹部，九一八事變後曾指揮部隊抵抗，但不敵日軍戰敗。滿州國成立後加入該國成為行政官員，日本投降後曾一度遭逮捕，後被釋放。

## 生平
王瑞華其父王子雅在义和团运动時為遼西一帶的義和團領袖，並指揮義和團團民杀死连山天主教堂的法国神父。由於犯下此罪，清朝官府通緝王子雅，在光緒二十九年（1903）10月23日遭處死，王瑞華因受母系族氏庇護未被逮捕，但家道此後衰敗。
逃脫追捕後，王瑞華在光緒二十七年（1901）随其兄王瑞双迁至宁远州（今兴城市）落户，在清朝統治期間低調度日。王瑞華在年輕時代以不明方式進入陸軍小學堂就讀，因此在民國三年（1914）後取得進入清河陸軍第一預備學校入學資格，為該校第二期生。民國六年（1917）3月，考入保定陆军军官学校，為第五期步兵科。民國八年（1919）畢業。
畢業後，王瑞華分發到北京國民政府陸軍部隊服役，後辭職回到東北加入張作霖，成為奉系軍閥之一員。
民國十二年（1923），被張學良委派進入第六混成旅（旅長郭松龄）25團，擔任中校團副。後張學良調其擔任东北陆军军士教导队上校队副，協助張學良主政該軍校之教育事務。民國十四年（1925），晉升教導隊隊附。在反奉戰爭期間郭松齡叛變時，張作霖命令將軍士教導隊改編為混成旅，王瑞華擔任該旅少將旅長，部隊隨即授命開拔至興隆店、巨流河一帶阻擊郭松齡部向東進攻，該戰役因混成旅守禦有功，部隊被改編為補充第四旅，後更名為第二十七補充旅，王瑞華在部隊改編其兼擔任該旅旅長。
民國十六年（1927），回任軍士教導隊擔任中將隊附。同年5月，升任東北軍陸軍第八軍副軍長兼暫編第二十四師師長。
民國十九年（1930），調任东北讲武堂教导队中将教育长。
1931年4月，调至哈尔滨，任东省特别区警察管理处处长。1932年1月14日辞职，不久又复任警察管理处处长。1月25日，李杜在哈尔滨成立吉林自卫军，他任第二十九旅旅长，九一八事變指揮部隊参加哈尔滨保卫战但作戰中棄職逃跑，導致哈爾濱失守。日军占领哈尔滨后，为逃避日本人监视，潜住哈尔滨极乐寺为居士。
1935年，出任日军占领的满洲国满盖县县长。1937年调满洲国锦州省任民生厅长，后任錦州省省长，组建“锦州地方治安维持会”并任会长；直到1945年日本投降。日本投降後，王瑞華遭到東北民主聯軍逮捕，中國共產黨任命之錦州市長張士毅原意用漢奸罪名將其槍斃，但最後未被定罪，並遭釋放。
中華人民共和國成立後，王瑞華未被任命任何職務，僅長居於故鄉錦州。1960年4月，病逝于锦州。